# Pětipsy
Pětipsy är en ort i Tjeckien.   Den ligger i regionen Ústí nad Labem, i den nordvästra delen av landet, 80 km väster om huvudstaden Prag. Pětipsy ligger 271 meter över havet och antalet invånare är 211.
Terrängen runt Pětipsy är platt österut, men västerut är den kuperad. Runt Pětipsy är det ganska tätbefolkat, med 54 invånare per kvadratkilometer. Närmaste större samhälle är Chomutov, 16,2 km norr om Pětipsy. Trakten runt Pětipsy består till största delen av jordbruksmark.